# Formoterol

## Informacje ogólne
Formoterol (łac. Formoterolum) – organiczny związek chemiczny, lek rozszerzający oskrzela, będący długodziałającym (>12 h) β2-mimetykiem (LABA). Formoterol ma wydłużony czas działania (do 12 godzin) w porównaniu z krótko działającymi β2 agonistami, takimi jak salbutamol (albuterol), które są skuteczne przez 4 godziny do 6 godzin. Formoterol ma stosunkowo szybki początek działania w porównaniu do innych LABA i jest skuteczny w ciągu 2-3 minut. W raporcie Global Initiative for Asthma z 2022 r. zaleca się skojarzenie formoterolu i wziewnego kortykosteroidu wziewnego w leczeniu zarówno zapobiegawczym, jak i łagodzącym objawy astmy u dorosłych. U dzieci nadal zaleca się stosowanie krótko działającego agonisty receptorów β2-adrenergicznych (np. salbutamolu). Podawany drogą wziewną zapobiega skurczowi oskrzeli. W Polsce występuje pod nazwami handlowymi: Atimos, Diffumax Easyhaler, Foradil, Forastmin, Oxis Turbuhaler, Oxodil, Zafiron jako preparat prosty oraz jako preparat złożony – Symbicort Turbuhaler z budezonidem, oraz Fostex z beklometazonem.
Został opatentowany w 1972 r. i wszedł do użytku medycznego w 1998 r. Jest dostępny jako lek generyczny. Jest również sprzedawany w postaci kombinacji budezonidu/formoterolu i mometazonu/formoterolu.

## Mechanizm działania
Wziewny formoterol działa podobnie jak inni agoniści receptora β2, powodując rozszerzenie oskrzeli poprzez rozluźnienie mięśni gładkich dróg oddechowych, co pomaga w leczeniu zaostrzenia astmy.
Hamuje uwalnianie histaminy i leukotrienów, które powstają w płucach w wyniku reakcji alergicznej. Zaobserwowano także pewne właściwości przeciwzapalne formoterolu, jak hamowanie obrzęku i gromadzenia komórek biorących udział w reakcjach zapalnych. Lek w dawkach leczniczych tylko nieznacznie działa na układ krążenia. Jest skuteczny w zapobieganiu skurczowi oskrzeli wywołanemu przez alergeny wziewne, wysiłek fizyczny, zimne powietrze, histaminę oraz metacholinę. Jak w przypadku innych leków podawanych wziewnie, można się spodziewać, że większa część dawki formoterolu przyjętego z inhalatora zostanie połknięta, a następnie wchłonięta z przewodu pokarmowego. Maksymalne (lub szczytowe) stężenie leku w surowicy, jakie osiąga lek, występuje w ciągu 5 min po inhalacji. Formoterol wiąże się z białkami osocza w 61–64%. Głównym procesem biotransformacji leku jest bezpośrednie sprzęganie z kwasem glukuronowym, jednak część formoterolu ulega najpierw O-demetylacji. Około 2/3 dawki doustnej wydalane jest z moczem, a 1/3 z kałem. Czas półtrwania formoterolu w fazie eliminacji wynosi 10 godzin.

## Wskazania do stosowania
Zapobieganie i leczenie zwężenia oskrzeli u pacjentów z astmą oskrzelową, jako uzupełnienie terapii kortykosteroidami podawanymi wziewnie. Zapobieganie skurczowi oskrzeli wywołanemu przez alergeny wziewne, zimne powietrze lub wysiłek fizyczny. Zapobieganie i leczenie zwężenia oskrzeli u pacjentów z odwracalną lub nieodwracalną przewlekłą obturacyjną chorobą płuc (POChP), w tym z przewlekłym zapaleniem oskrzeli i rozedmą płuc. Wykazano, że preparat poprawia jakość życia u pacjentów z POChP.

## Działania niepożądane
Często: ból głowy, drżenie mięśni, kołatanie serca. 
- Niezbyt często: pobudzenie, lęk, nerwowość, bezsenność, zawroty głowy, tachykardia, skurcz oskrzeli (w tym paradoksalny skurcz oskrzeli), podrażnienie błony śluzowej gardła, suchość błony śluzowej jamy ustnej, skurcze i bóle mięśni.

- Rzadko: reakcje nadwrażliwości (takie jak niedociśnienie tętnicze, skurcz oskrzeli, pokrzywka, obrzęk naczynioruchowy, świąd, wysypka skórna), hipokaliemia, arytmie (np. migotanie przedsionków, tachykardia nadkomorowa, skurcze dodatkowe), nudności.

- Bardzo rzadko: hiperglikemia, zaburzenia smaku, obrzęki obwodowe, dusznica bolesna, wydłużony odstęp QT w EKG.